# Daria Saville
Daria "Dasha" Saville, född  Darja Aleksejevna Gavrilova (ryska: Дарья Алексеевна Гаврилова) 5 mars 1994, är en ryskfödd australisk tennisspelare. Hon representerade Ryssland till 2015, varefter hon flyttade till Australien och blev medborgare där. Hon har vunnit en  WTA-dubbeltitel samt fyra singles titlar och två dubbeltitlar på ITF-touren. Den första februari 2016 nådde hon plats 33 på singelrankingen. Under karriären har hon vunnit över flera topp tio-spelare, spelare rankade bland de tio bästa i världen, däribland Maria Sharapova, Ana Ivanovic, Angelique Kerber och Petra Kvitová.

## Karriär
Gavrilova fick ett internationellt wildcard till Australiska öppna 2014 och tog sig till final efter att ha slagit ut toppseedade Olivia Rogowska i semifinalen. I finalen vann hon över Arina Rodionova i raka set.

## Privatliv
Daria Saville gifte sig 2021 med tennisspelaren Luke Saville och antog därmed officiellt hans efternamn; han hade tidigare påverkat henne i beslutet att bli australisk medborgare. Liksom Saville är även hans hustru en Carlton-supporter i den australiska fotbollsligan (AFL).